# Ophiorrhiza pseudoinconspicua
Ophiorrhiza pseudoinconspicua är en måreväxtart som beskrevs av Bénédict Pierre Georges Hochreutiner. Ophiorrhiza pseudoinconspicua ingår i släktet Ophiorrhiza och familjen måreväxter.
Artens utbredningsområde är Java. Inga underarter finns listade i Catalogue of Life.